# وليم أومالي
وليم أومالي (بالإنجليزية: William O'Malley)‏ (و. 1931 – م) هو ممثل، ومدرس، وكاتِب، وكاهن كاثوليكي، من الولايات المتحدة الأمريكية، ولد في بوفالو، نيويورك.

## التعليم
تعلم في كلية الصليب المقدس.

## وصلات خارجية
- وليم أومالي على موقع IMDb (الإنجليزية)
- وليم أومالي على موقع قاعدة بيانات الفيلم (الإنجليزية)